# Krolf

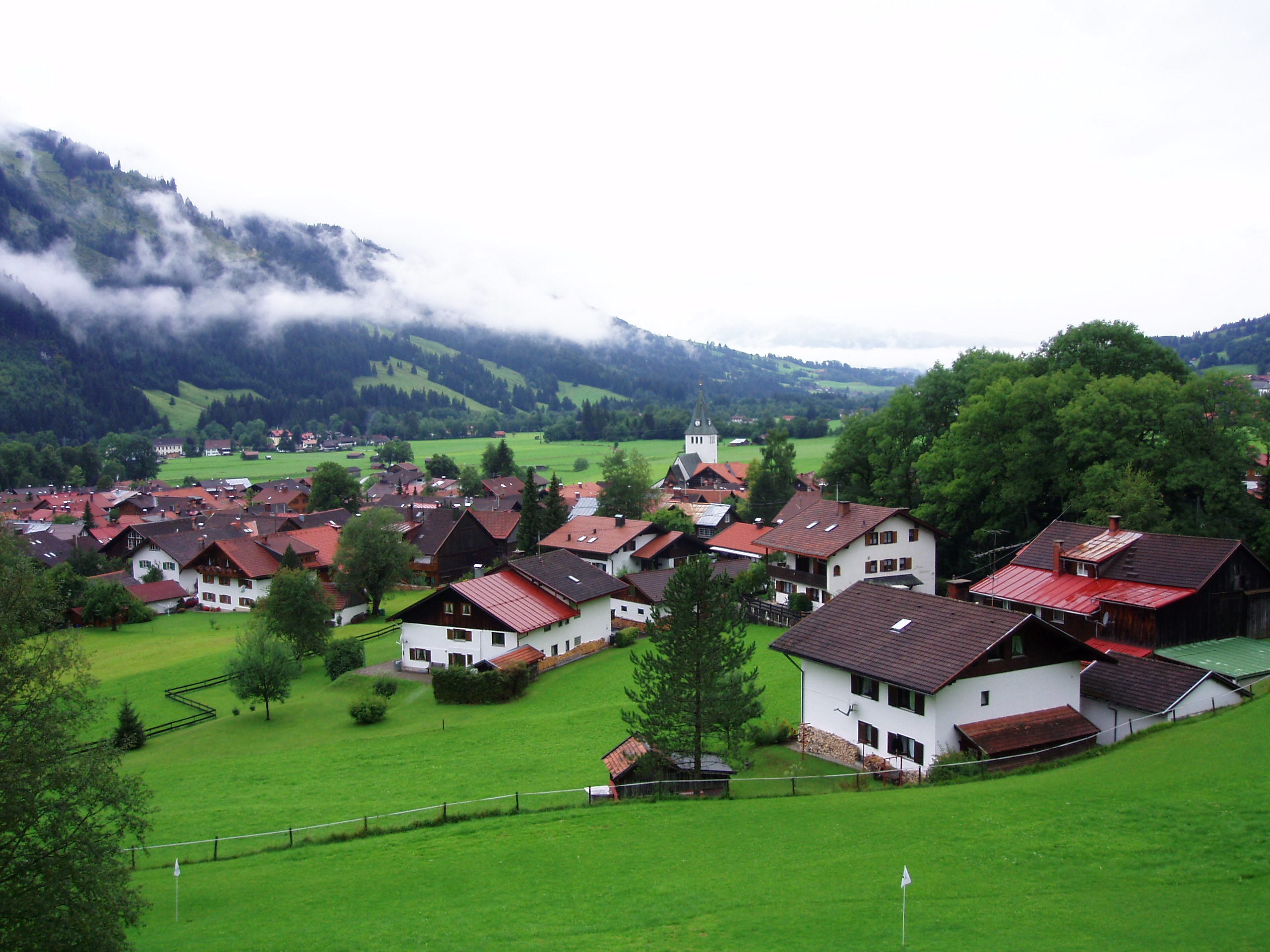
Blick über Bad Oberdorf, im Vordergrund der Krolfplatz

Krolf – auch Crolf geschrieben – ist eine Sportart, die vor allem in Dänemark verbreitet ist, inzwischen aber auch in anderen Ländern gespielt wird. 
Der Name setzt sich zusammen aus Krocket und Golf. Ähnlich wie bei diesen Sportarten muss ein Ball mit einem Schläger eingelocht werden. Im Regelfall werden auf einem Platz zwölf Löcher aus Entfernungen zwischen fünf und 40 Metern angespielt. In Deutschland wird mit Krocketschlägern und Feldhockeybällen gespielt. Bis zu sechs Personen können gleichzeitig auf ein Loch spielen; wer die wenigsten Schläge braucht, hat gesiegt. Gelingt es, einen Ball mit einem einzigen Schlag einzulochen, werden null Punkte angerechnet, verfehlt jemand den Ball unabsichtlich, darf er den Versuch wiederholen, da nur jede Berührung zwischen Schläger und Ball als Schlag zählt. Ist der Ball mit dem achten Schlag nicht eingelocht, werden zehn Schläge gezählt und es wird am nächsten Loch weitergespielt. Mit geringem Aufwand kann in jedem Park oder auf jeder Wiese gekrolft werden, man benötigt lediglich ein Loch mit ca. 12 cm Durchmesser. Die Spielbahnen müssen nicht besonders präpariert werden.

## Geschichte
Krolf wird in Dänemark seit den 1970er Jahren gespielt; es gibt 38 dänische Vereine und es werden Weltmeisterschaften ausgetragen. In Deutschland wird Krolf seit 2006 gespielt. Seit 2007 finden jeweils am zweiten Wochenende im Juli Deutsche Meisterschaften im Krolfen statt. Im Jahr 2011 gab es einen neuen Teilnehmerrekord. 
Die aktuellen Titelträger sind Sandra Kampa als deutsche Meisterin, Xaver Hummel als deutscher Meister.
| Jahr | Deutsche Meisterin | Deutscher Meister | Jugendmeister |
| ---- | ------------------ | ----------------- | ------------- |
| 2007 | Brigitte Kemper    | Christian Neusch  | –             |
| 2008 | Sandra Kampa       | Armin Gross       | –             |
| 2009 | Sandra Kampa       | Tim Heuel         | Tobias Blanz  |
| 2010 | Sandra Kampa       | Albert Gross      | Tobias Blanz  |
| 2011 | Sandra Kampa       | Tim Heuel         | –             |
| 2012 | Sandra Kampa       | Tobias Blanz      |               |
| 2013 | Sandra Kampa       | Tobias Blanz      |               |
| 2014 | Angelika Blanz     | Armin Gross       |               |
| 2015 | Margaretha Jörg    | Albert Gross      |               |
| 2016 | Renate Finkel      | Roman Blanz       |               |
| 2017 | Sandra Kampa       | Xaver Hummel      |               |

Deutschland besitzt derzeit erst einen einzigen dauerhaften Krolfplatz. Dieser umfasst zwei Kurse mit je zwölf Löchern. Er befindet sich beim Prinz-Luitpold-Bad in Bad Oberdorf. Zu den Anhängern des Krolfsports zählen der ehemalige Golfer Karl-Heinz Brückner und Professor Albert Göttle, Präsident des Bayerischen Landesamtes für Umwelt.
In anderen Ländern scheint der Sport noch nicht sehr verbreitet zu sein, obwohl es z. B. eine Oklahoma Crolf Association und in Norwegen eine Croquet Golfer’s Association gibt. Extreme Croquet wurde in den USA allerdings schon früh gespielt.